# 雙河市
雙河市是中华人民共和国新疆维吾尔自治区下辖的县级市，与新疆生产建设兵团第五师实行“师市合一”，因流经区划内的博尔塔拉河、精河两条河流得名，位於博尔塔拉蒙古自治州境內。

## 历史
新疆生产建设兵团第五师前身是中国人民解放军一野一兵团六军十六师，在1949年11月进驻新疆哈密地区，创建了哈密垦区。1953年5月27日，十六师改番号为中国人民解放军新疆军区农业建设第五师。1960年5月到1963年1月，第五师迁到博乐县，开发建设博尔塔拉垦区。1975年6月，新疆生产建设兵团建制撤销，第五师并入博尔塔拉蒙古自治州，成立博州农垦局，受中国共产党博州委员会和自治区农垦总局双重领导。1982年4月1日，第五师恢复原建制。2012年12月，中央机构编制委员会办公室将“新疆生产建设兵团农业建设第五师”更名为“新疆生产建设兵团第五师”。
2014年2月21日，新疆维吾尔自治区人民政府官方网站发布《转发国务院关于同意新疆维吾尔自治区设立县级双河市批复的通知》，国务院同意设立县级双河市，由新疆维吾尔自治区直辖，双河市人民政府驻红星二路9号。
2020年1月9日，双河市双桥镇、石峪镇、博河镇、双乐镇挂牌成立，政府驻地分别在八十一团、八十四团、八十六团和九十团团部。

## 人口
2020年末，根據第七次全國人口普查統計數字顯示：雙河市常住人口為54731人。

## 行政区划
第五师双河市下辖1个街道办事处、5个镇、1个类似乡级单位的经济技术开发区：
明珠街道、八十一团双桥镇、八十四团石峪镇、八十六团博河镇、九十团双乐镇、八十九团友谊镇、双河市经济技术开发区。
| 统计用区划代码 | 名称                 | 备注                   |
| -------------- | -------------------- | ---------------------- |
| 659007001000   | 明珠街道             |                        |
| 659007100000   | 双桥镇               | 与八十一团实施团镇合一 |
| 659007101000   | 石峪镇               | 与八十四团实施团镇合一 |
| 659007102000   | 博河镇               | 与八十六团实施团镇合一 |
| 659007103000   | 双乐镇               | 与九十团实施团镇合一   |
| 659007104000   | 友谊镇               | 与八十九团实施团镇合一 |
| 659007400000   | 双河市经济技术开发区 |                        |

## 地理
双河市位于博尔塔拉蒙古自治州境内，第五师中部的集中连片垦区，与哈萨克斯坦接壤，土地总面积2869平方公里，耕地面积108万亩。双河市中心城区西至塔斯尔海水库，东至原89团14连，北至原89团原种场，南至沙塔公路，博精公路由中心城区中部东西向穿过。